# Castillo San Salvador de la Punta

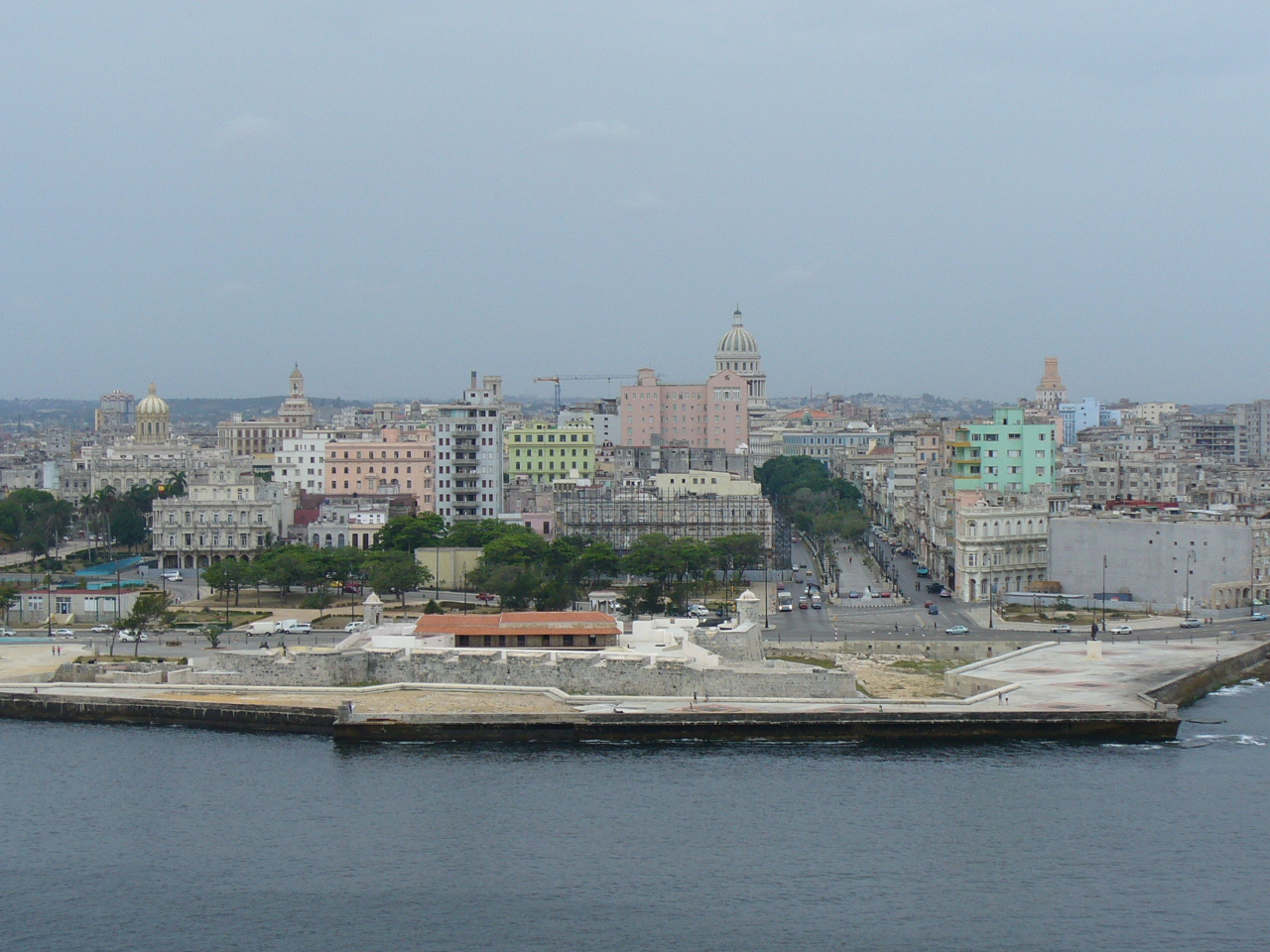
La Punta met Havana op de achtergrond

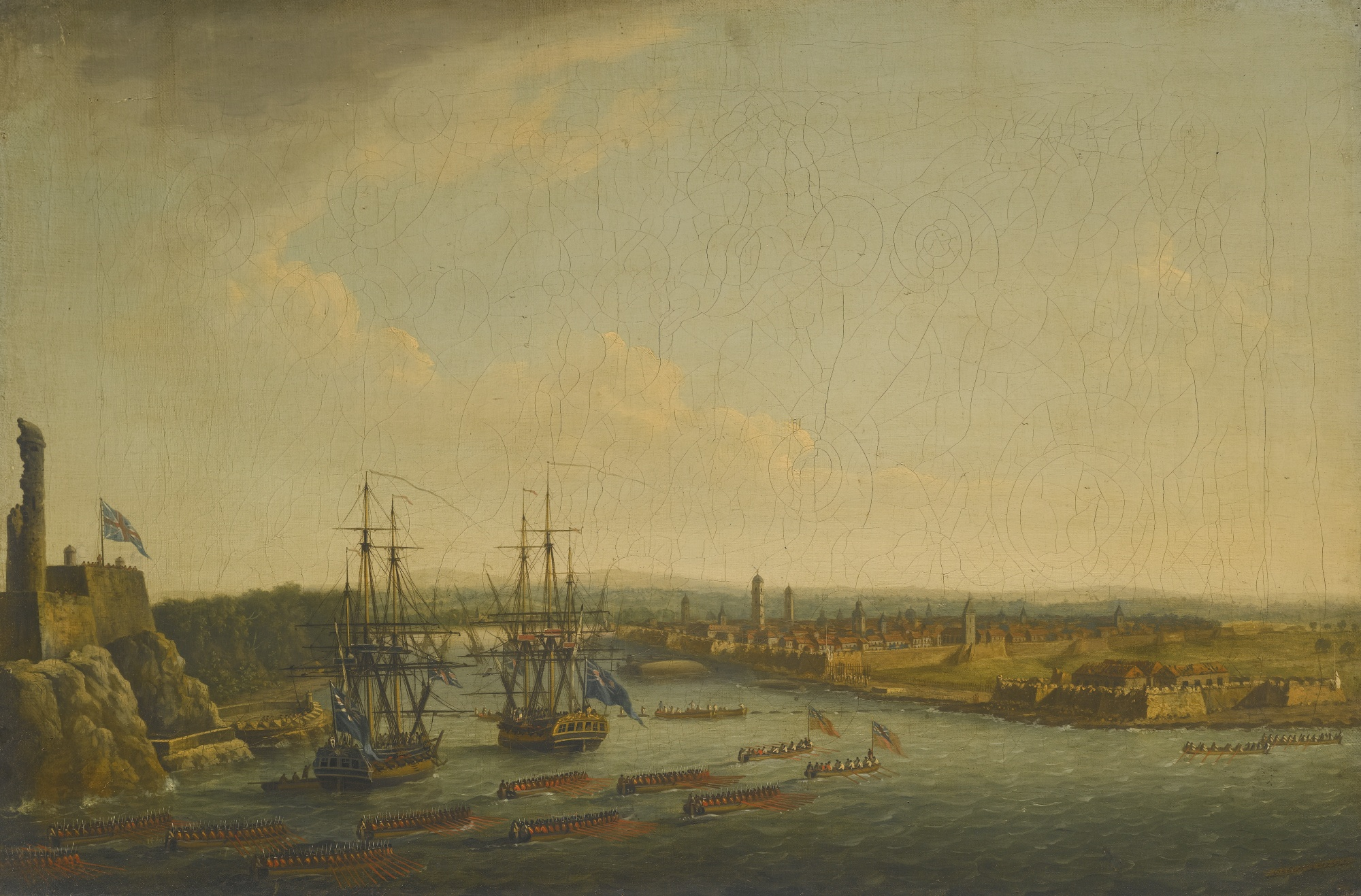
Toegang tot de baai van Havana tijdens de Engelse aanval in 1762. Links El Morro, rechtsvoor La Punta en daarachter de stad Havana achter de vestingmuren.

Castillo San Salvador de la Punta, ook wel bekend als La Punta, is een 16e-eeuws fort gebouwd ter verdediging van Havana in Cuba. Het ligt aan westoever van het begin van het toegangskanaal naar de Baai van Havana. Aan de oostoever ligt Castillo de los Tres Reyes Magos del Morro (El Morro). Biede forten hadden tot taak de toegang tot Havana te beschermen tegen aanvallen door piraten en kapers. 
In 1555 had de Franse piraat Jacques de Sores Havana bezet en in brand gestoken. Om een herhaling te voorkomen werd in 1559 op deze plaats een uitkijkpost gebouwd. In 1582 gaf koning Filips II de opdracht tot de bouw van diverse forten, waaronder La Punta op Cuba. Juan de Tejeda werd benoemd tot gouverneur van het eiland vanwege zijn expertise in fortificaties. Hij huurde de Italiaanse ingenieur Giovanni Battista Antonelli in voor het ontwerp en de bouw.
In 1590 begonnen de bouwwerkzaamheden, maar het werk verliep uitermate traag vanwege tekorten aan materiaal en geschikte arbeidskrachten. Er waren vooral slaven, veroordeelden en soldaten aan het werk en de kwaliteit van het werk viel tegen. In 1595 werd het zwaar beschadigd door een orkaan. De muren waren hier niet tegen bestand en moesten steviger worden herbouwd. In 1602 was de zo'n vertraging verder uitgelopen dat de ambitieuze plannen werden aangepast. Er kwam een donjon voor zo'n 10 tot 12 kanonnen. Deze werd in de loop der tijd gesloopt waardoor er drie bastions overbleven.
Vanaf 1630 werd tussen dit fort en El Morro een zware ketting gelegd om zo het toegangskanaal te blokkeren voor vijandelijke schepen.
In 1762 werd Havana gedurende enkele maanden belegerd en viel voor een periode van zes maanden in Engelse handen. De forten zijn in deze periode zwaar beschadigd. Na het vertrek van de Engelsen werden de verdedigingswerken gerepareerd en uitgebreid. De belangrijkste toevoeging was het Fortaleza de San Carlos de la Cabaña. Bij La Punta kwam extra ruimte voor artillerie. In de 19e eeuw was er in het fort een woning voor de commandant, barakken voor de soldaten een kapel, kerkers, een buskruitopslag en een waterkelder. Op het fort verbleven zo'n 60 à 70 man.
La Punta werd ook gebruikt als gevangenis. In 1851 executeerden de Spanjaarden de meeste gevangenen, waaronder de Venezolaanse avonturier Narciso López na een mislukte poging om Cuba te bevrijden van de Spanjaarden. Hij was met een groep van een paar honderd man naar Cuba gekomen, maar de Spanjaarden arresteerden de meesten. Een deel hiervan werd geëxecuteerd en de rest veroordeeld tot dwangarbeid. 
In 1997 werd het kasteel gerestaureerd en in april 2002 werd het voor het publiek toegankelijk als museum.